# Queen City (Texas)
Queen City è un comune (city) degli Stati Uniti d'America della contea di Cass nello Stato del Texas. La popolazione era di 1.476 abitanti al censimento del 2010.

## Geografia fisica
Queen City è situata a 33°09′11″N 94°09′19″W (33.153186, -94.155343).
Secondo lo United States Census Bureau, la città ha una superficie totale di 9,23 km², dei quali 9,18 km² di territorio e 0,05 km² di acque interne (0,56% del totale).

## Storia
La città fu fondata nel 1877 come fermata sulla Texas and Pacific Railway.

## Società

### Evoluzione demografica
Secondo il censimento del 2010, la popolazione era di 1.476 abitanti.

### Etnie e minoranze straniere
Secondo il censimento del 2010, la composizione etnica della città era formata dal 78,73% di bianchi, il 18,22% di afroamericani, lo 0,2% di nativi americani, lo 0,2% di asiatici, lo 0% di oceanici, lo 0,88% di altre razze, e l'1,76% di due o più etnie. Ispanici o latinos di qualunque razza erano l'1,96% della popolazione.